# Stiftung Naturlandschaften Brandenburg

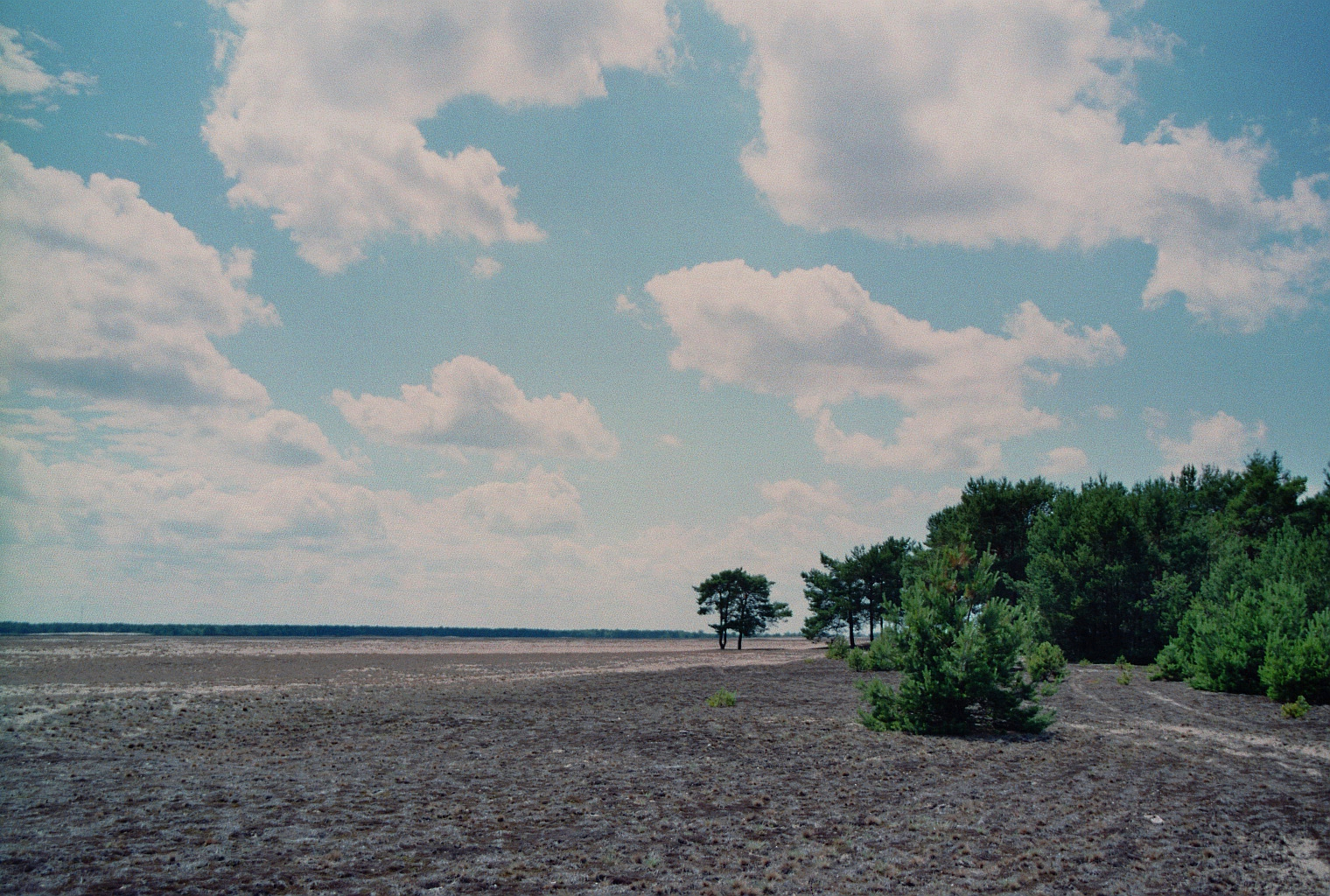
Stiftungsfläche Lieberose mit teilweise steppen- oder wüstenähnlichem Charakter (Lieberoser Wüste)

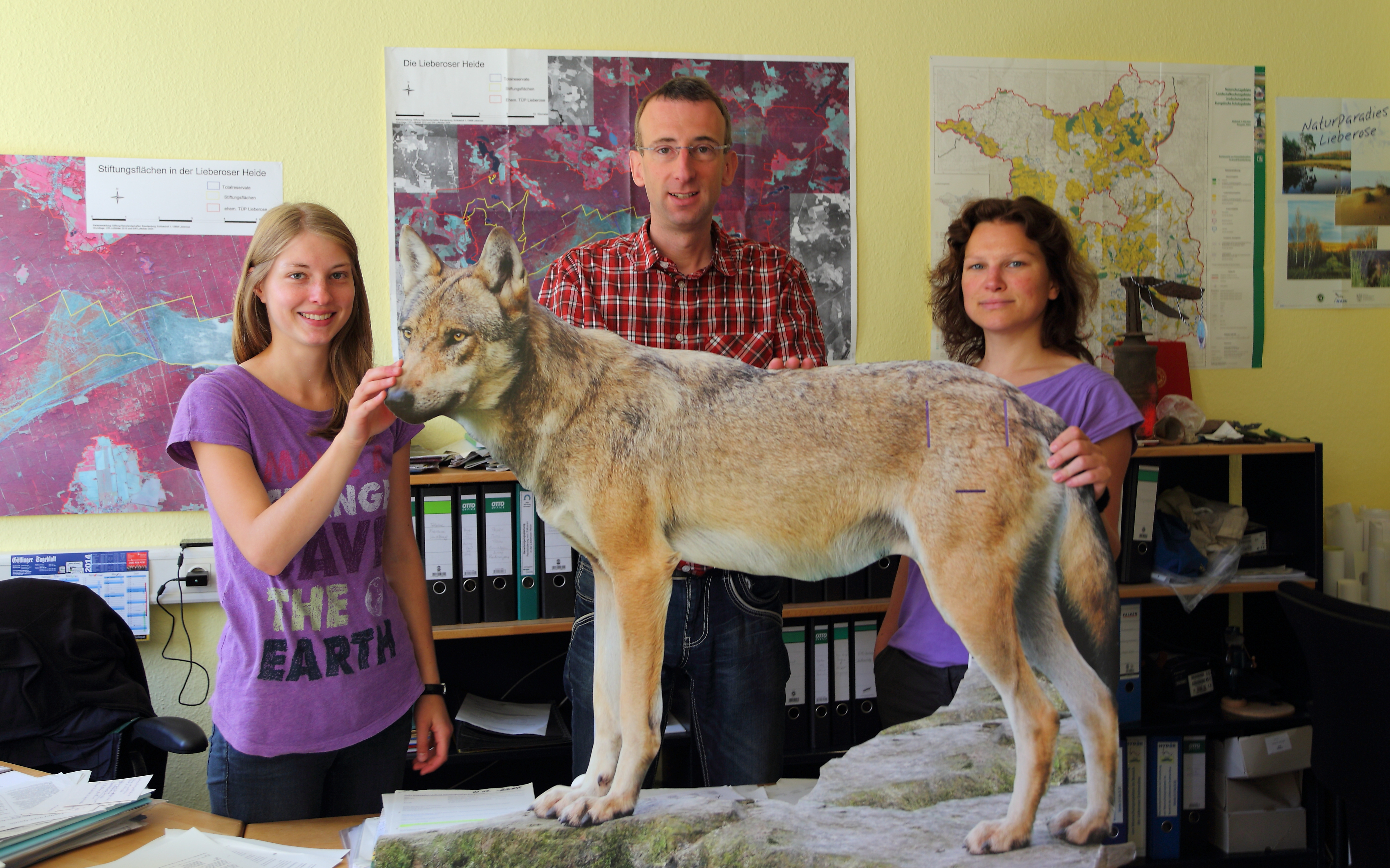
Das Team der Außenstelle in Lieberose 2013/2014 (von links nach rechts): Alina Glamann, Heiko Schumacher und Jenny Eisenschmidt.

Die Stiftung Naturlandschaften Brandenburg – Die Wildnisstiftung ist eine gemeinnützige Organisation. Sie wurde am 16. Mai 2000 gemeinsam von privaten und staatlichen Stiftern gegründet. Seit Gründung verfolgt die Wildnisstiftung das Ziel, wertvolle Naturlandschaften auf ehemaligen Truppenübungsplätzen dauerhaft für den Naturschutz zu sichern und sie der natürlichen Sukzession (Wildnisentwicklung) zu überlassen. Auf 80 Prozent der Stiftungsflächen finden bereits heute keinerlei Pflege- und Entwicklungsmaßnahmen statt, sie sind der Wildnisentwicklung gewidmet. Für die Sicherheit von Menschen sowie zum Natur- und Artenschutz werden auf den Naturflächen abgestimmte Waldbrandschutzkonzepte umgesetzt. Ziel ist es, die Sicherheit bei Waldbränden zu erhöhen, umliegende Flächen vor einem Übergreifen von Feuern zu schützen und munitionsbelastete Wildnisflächen in den Kernzonen von Naturschutzgebieten von Eingriffen freizuhalten.
Seit der Gründung 2000 standen Erwerb und Betreuung der Wildnisflächen im Vordergrund. Mittlerweile hat sich das Aufgabengebiet auf Forschung, Umweltbildung und Wildnis erleben sowie Partnerschaft in Regionalentwicklungsprojekten rund um die Wildnisgebiete erweitert.
Die Stiftung ist Unterzeichnerin der Initiative Transparente Zivilgesellschaft.

## Stiftungsflächen
Die Flächen der Stiftung auf den ehemaligen Truppenübungsplätzen liegen bei Jüterbog (Forst Zinna; 7.200 Hektar), Heidehof (Heidehof; 4.180 Hektar), Lieberose (3.150 Hektar) und Tangersdorf (670 Hektar). Damit besitzt und betreut die Stiftung Flächen mit einer Größe von insgesamt über 15.150 Hektar.
Die Stiftungsflächen wurden zum Teil seit den Zeiten der preußischen Armee bis zur Aufgabe der letzten militärischen Nutzung durch die Westgruppe der GUS-Streitkräfte 1992 militärisch genutzt. Es entwickelten sich großflächige, weitgehend unzerschnittene und ökologisch wertvolle Naturlandschaften (Feuchtwiesen und Moore, Heide-, Dünenlandschaften und Wälder) mit zahlreichen vom Aussterben bedrohten Tier- und Pflanzenarten.

## Geschichte
Die Stiftung Naturlandschaften Brandenburg wurde am 16. Mai 2000 gemeinsam von privaten und staatlichen Stiftern in Potsdam errichtet. Sie ist in Deutschland die erste gemeinsam von privaten und öffentlichen Stiftern ins Leben gerufene Einrichtung mit überregionalem und sogar internationalem Charakter auf dem Gebiet des Naturschutzes. Die Stiftung ist eine der größten privaten Eigentümerinnen von Wildnisgebieten in Deutschland.
Unterzeichner der Gründungsurkunde am 5. November 1999 waren das Ministerium für Landwirtschaft, Umweltschutz und Raumordnung des Landes Brandenburg (2,6 Millionen DM), die Zoologische Gesellschaft Frankfurt von 1858 e.V. (2 Millionen DM), der[AN-SNB1] Naturschutzbund Deutschland e.V. (NABU), die Umweltstiftung WWF Deutschland, der Landschafts-Förderverein Nuthe-Nieplitz-Niederung e.V. und die private Spenderin Marlene Bensinger (diese vier stifteten zusammen 0,22 Millionen DM). Im Jahr 2007 kam die Gregor Louisoder Umweltstiftung als Zustifter hinzu. Weitere Organisationen und Personen folgten der Unterstützung seitdem durch Spenden und projektbezogenen Fördermitteln. 
Rechtlicher Sitz der Stiftung ist Stücken im Landkreis Potsdam-Mittelmark, die Geschäftsstelle befindet sich in Potsdam, Außenstellen in Flächennähe gibt es in Jüterbog und Lieberose. Durch Beiräte mit Vertretern aus allen angrenzenden Gemeinden wird die Einflussnahme der Bevölkerung auf die Tätigkeit der Stiftung ermöglicht.
Die Stiftung hat drei Gremien, den Stiftungsrat, den Stiftungsvorstand und den Stiftungsbeirat. 
Den Vorsitz der Stiftung übernahm nach der Gründung Hubertus Meckelmann, den Stiftungsrat leitete Hans-Joachim Mader.
Die Stiftung verfolgt die Vision: „Wir, die Stiftung Naturlandschaften Brandenburg – Die Wildnisstiftung, schützen große Wildnisgebiete, damit sich dort die Natur frei entfalten kann. Damit fördern wir die biologische Vielfalt, den Klimaschutz und den Erhalt unserer Lebensgrundlagen. Wir geben Brandenburgs wilden Naturschätzen Raum und Zeit, sich zu entwickeln und vermitteln Menschen die Bedeutung und Schönheit von Wildnis.“
Mader wurde 2016 von Christof Schenck abgelöst. 2018 übergab Meckelmann den Stiftungsvorsitz an seinen bisherigen Stellvertreter Friedrich-Wilhelm Ulmke. Seit 2015 gibt es eine hauptamtliche Geschäftsführung der Stiftung, die von Andreas Meißner übernommen wurde. Seit Juni 2022 leiten er und Antje Wurz die Stiftung. Bis Juni 2024 führte ein ehrenamtlicher Vorstand die Geschäfte der Stiftung. Ab Juli 2024 setzte der Rat Antje Wurz und Andreas Meißner als geschäftsführenden Vorstand der Wildnisstiftung ein.

## Wichtige Projekte (Auswahl)
- Ökologischer Korridor Südbrandenburg[17]
- Pyrophob[18]
- Wildnis im Dialog[19] (im Auftrag des Bundesamtes für Naturschutz in Kooperation mit der Zoologischen Gesellschaft Frankfurt)
- Wildniskonferenz[20]
- Wildnisbotschafter[21]

## Mitgliedschaften
- Bundesverband Deutscher Stiftungen
- Nationale Naturlandschaften[22]
- Deutscher Naturschutzring[9]
- Initiative Wildnis in Deutschland[23]
- Netzwerk Nationales Naturerbe
- Lokale Aktionsgruppe (LAG) RUND um die Fläming-Skate e. V.
- Naturwelt Lieberoser Heide GmbH (vormals I.N.A. Lieberoser Heide GmbH)[24]